# Sechslinien-Bodeneule
Die Sechslinien-Bodeneule (Xestia sexstrigata), auch Gelbbraune Quecken-Erdeule  genannt, ist ein Schmetterling (Nachtfalter) aus der Familie der Eulenfalter (Noctuidae).

## Merkmale

### Falter
Die Falter erreichen eine Flügelspannweite von 36 bis 38 Millimetern. Namensgebend sind die sechs Linien auf den rotbraun gefärbten Vorderflügeln. Dadurch ist die Art unverwechselbar. Ring- und Nierenmakel erscheinen in der Grundfarbe und sind dünn umrandetet, dazwischen ist zuweilen ein dunkler Mittelschatten erkennbar. Auch der Außensaum hebt sich meist dunkler ab. Die Hinterflügel sind zeichnungslos dunkelgrau und gegen den Saum etwas verdunkelt.

### Ei, Raupe, Puppe
Das gelblichweiße Ei ist tonnenartig geformt, auf der Oberseite abgerundet, an der Basis flach und mit zahlreichen kräftigen Rippen versehen.
Ausgewachsene Raupen haben eine grünlichgraue oder graubraune  Färbung und zeigen eine dünne weißliche Rückenlinie, schwarz begrenzte helle Nebenrückenlinien sowie breite dunklere Seitenstreifen.
Die gelbbraune Puppe ist durch zwei gebogene Dornen am Kremaster gekennzeichnet.

## Synonyme
- Amathes sexstrigata
- Agrotis umbrosa
- Rhyacia umbrosa

## Verbreitung und Vorkommen
Die Art kommt in Europa von Portugal, Spanien und Norditalien über West- und Mitteleuropa, nördlich bis Schottland und ins südliche Fennoskandinavien, östlich bis Österreich, der Slowakei, Polen und Russland bis nach Westsibirien vor. Seit 2000 hat sie ihr Verbreitungsgebiet in den ungarischen Teil des Karpatenbecken ausgedehnt. Sie fehlt in höheren Gebirgslagen. Die Sechslinien-Bodeneule bewohnt vorzugsweise feuchte oder waldige Lebensräume, beispielsweise Bachtäler, Ufergebiete und Niedermoore.

## Lebensweise
Hauptflugzeit der nachtaktiven Falter sind die Monate Juli und August. Sie besuchen künstliche Lichtquellen sowie Köder, gelegentlich auch Blüten, darunter diejenigen von Disteln oder des Schmetterlingsflieders (Buddleja davidii).  Die Raupen sind ab September zu finden. Sie ernähren sich von verschiedenen niedrigen Pflanzen, insbesondere von Gräsern. Nach der Überwinterung verpuppen sie sich im Mai des folgenden Jahres.

## Gefährdung
Die Sechslinien-Bodeneule kommt in Deutschland in allen Bundesländern vor, ist regional nicht selten und wird auf der Roten Liste gefährdeter Arten als nicht gefährdet geführt.